# Пилороспазм
Пилороспазм — спазм привратника желудка (зоны перехода желудка в двенадцатиперстную кишку), наблюдающееся преимущественно у грудных детей, обусловлено функциональными расстройствами нервно-мышечного аппарата привратниковой части желудка.

## Признаки
- Срыгивания и рвоты. Обильные срыгивания практически с рождения, рвота непостоянная, возникает вскоре после приёма пищи, рвотные массы по объёму не превышают количества съеденной пищи, имеют кислый запах, в них возможна примесь жёлчи.
- Ребёнок беспокоен, нарушение сна.
- Общее состояние практически не страдает, особенно в начале заболевания; масса тела чаще нарастает соответственно возрасту; гипотрофия развивается постепенно (не более 1—2 степени), умеренное урежение мочеиспусканий, могут быть запоры.

## Диагностика
Пилороспазм возможно диагностировать рентгенологически — проходимость привратника не нарушена, желудок от контрастного вещества опорожняется через 3—6 часов.

## Лечение
- Диета: дробное кормление с увеличением количества кормлений и уменьшением разового объёма; при естественном вскармливании: грудное молоко; при искусственном вскармливании следует использовать смеси с загустителями (например, «Хумана Антирефлюкс», «Фрисовом», «Нутрилон Антирефлюкс», «Нестаргель», «Семпер Лемолак»).
- хлорпромазин 0,002 г 3 р/сут внутрь (0,5— 1 мл 0,25 % р-ра хлорпромазина); прометазин 2,5 % по 1—2 капли за 15 мин до кормления.
- Физиолечение: электрофорез папаверина гидрохлорида, дротаверина на область надчревья № 5—10; аппликации парафина на область живота № 5—6 через день.